# Médecine navajo
 (février 2024).
La médecine navajo couvre une gamme de pratiques de guérison traditionnelles du peuple autochtone américain navajo. Cela remonte à des milliers d'années, car de nombreux Navajos comptaient sur les pratiques médicinales traditionnelles comme principale source de guérison. Cependant, les résidents modernes de la nation Navajo ont intégré la médecine contemporaine dans leur société avec la création d'hôpitaux et de cliniques occidentales dans la réserve au cours du siècle dernier.
De plus, la médecine et la guérison sont profondément liées aux croyances religieuses et spirituelles, prenant une forme de chamanisme . Ces idéologies culturelles considèrent que la santé globale est enracinée dans des forces surnaturelles liées à l'équilibre et à l'harmonie universels. La signification spirituelle a permis aux pratiques de guérison navajo et aux procédures médicales occidentales de coexister, la première se distinguant en tant que mode de tradition séculaire.

## Santé et croyances traditionnelles

### Maladie
La maladie est décrite comme la conséquence mentale ou physique manifestée provoquée par une perturbation de l'harmonie du patient. Certaines causes de cette perturbation incluent la transgression de tabous, un comportement excessif, un contact inapproprié avec un animal, une mauvaise conduite de cérémonie ou un contact avec des entités malignes, notamment des esprits, des marcheurs de peau et des sorcières. On pense que briser les tabous va à l’encontre des principes élaborés par le peuple saint qui empêchent l’harmonie personnelle avec l’environnement. Il existe des cas où la maladie est simplement le résultat d'un accident. Les blessures corporelles ou les maladies peuvent être dues à un manque de jugement ou à un contact involontaire avec des créatures naturelles nuisibles. La maladie peut également être provoquée par des praticiens malveillants de la médecine négative. Cette croyance en hóchxǫ́, traduit par « chaos » ou « maladie », est à l'opposé de hózhǫ́ et contribue à expliquer pourquoi les gens, censés être en harmonie, accomplissent des actions contraires à leurs idéaux, renforçant ainsi le besoin de pratiques de guérison comme moyens d’équilibre et de restauration. Ceux qui pratiquent la sorcellerie comprennent des métamorphes qui ont l'intention d'utiliser le pouvoir spirituel et les cérémonies pour acquérir des richesses, séduire les amants, nuire aux ennemis et aux rivaux. On pense également que la mauvaise santé est provoquée par le chindi (fantôme) qui peut provoquer une sorte de maladie fantôme qui conduit les autres à la mort.

## Rôles professionnels

### Les guérisseurs

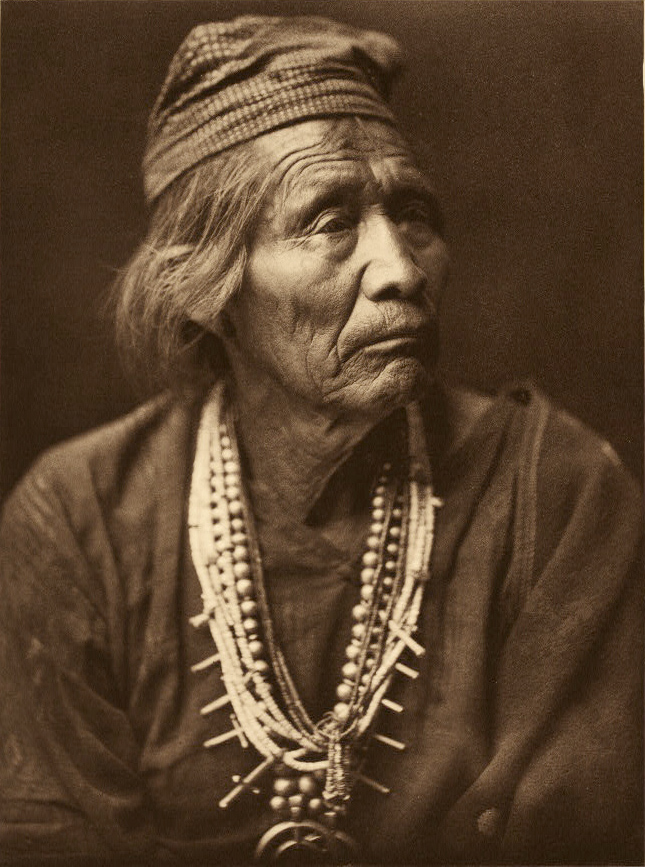
Médecin navajo Nesjaja Hatali, 1907

Les Navajo Hatááłii sont des guérisseurs traditionnels appelés à accomplir des cérémonies de guérison. Chaque guérisseur commence sa formation en tant qu'apprenti auprès d'un chanteur pratiquant plus âgé. Pendant l'apprentissage, l'apprenti rassemble les paquets de médicaments ( jish ) nécessaires pour accomplir les cérémonies et assister l'enseignant jusqu'à ce qu'il soit jugé prêt pour une pratique indépendante. Tout au long de sa vie, un guérisseur ne peut apprendre que quelques chants, car chacun nécessite beaucoup de temps et d'efforts pour être appris et perfectionné. Les chansons sont transmises oralement en Navajo traditionnel de génération en génération. Contrairement aux autres médecins amérindiens qui s'appuient sur des visions et des pouvoirs personnels, un guérisseur agit comme un facilitateur qui transfère le pouvoir du peuple saint au patient pour rétablir l'équilibre et l'harmonie. La pratique de guérison est effectuée dans le cadre d'un hogan cérémonial. Il est courant que les guérisseurs soient rémunérés pour leurs services de guérison. Dans le passé, la guérison était échangée contre des moutons. Cependant, à l’époque moderne, le paiement monétaire est devenu une forme de compensation largement acceptée. Les femmes peuvent également jouer le rôle de guérisseuse dans la pratique médicale.

### Tremblements de main
Les tremblements de main agissent comme des diagnostiqueurs médicaux et sont parfois sollicités pour vérifier une maladie en faisant appel au pouvoir divin en eux-mêmes, reçu du monstre de Gila . Des services typiques peuvent être fournis sous forme de chants, de prières et d’utilisation d’herbes. Lors d'un diagnostic, un trembleur de main trace des symboles dans la saleté tout en tenant un « bras tremblant » au-dessus du patient. Le mouvement du bras signifie un nouveau symbole dessiné ou une identification possible à la cause de la maladie. Une fois la solution trouvée, le patient peut être orienté vers un herboriste ou un chanteur nécessaire pour effectuer une cérémonie de guérison.

## Mécanismes de guérison traditionnelle

### Cérémonies
Un certain nombre de cérémonies de guérison sont pratiquées en fonction de la situation du patient. Certains chants et rites à des fins de guérison comprennent :
- Le rite de la Voie de la Guérison est généralement pratiqué sur les femmes enceintes ou sur toute personne afin de promouvoir la bonne santé et la prospérité. La cérémonie est la plus fréquemment utilisée et ressemble à la façon dont le peuple saint a agi pour créer le monde et établir l'harmonie.
- Le rite Voie de l'ennemi est réalisé comme un exorcisme pour éliminer les fantômes, la violence et la négativité qui peuvent apporter des maladies et nuire à la santé et à l'équilibre de l'hôte.
- La Voie Nocturne est une cérémonie de guérison qui se déroule sur neuf jours. Chaque jour, le patient est purifié grâce à un nombre variable d'exercices destinés à attirer la sainteté ou à repousser le mal sous la forme d'exorcismes, de bains de sueur et de cérémonies de peinture sur sable . Le dernier jour, celui qui est chanté inhale le « souffle de l'aube » et est considéré comme guéri[2].

### Herbes
Les Navajos utilisent environ 450 espèces à des fins médicinales, soit le plus grand nombre d'espèces végétales de toutes les tribus indigènes. Les herbes destinées aux cérémonies de guérison sont récoltées par un guérisseur accompagné d'un apprenti. Les patients peuvent également récolter ces plantes pour traiter des maladies mineures. Une fois toutes les plantes sauvages nécessaires récoltées, une tisane est préparée pour le patient, accompagnée d'une courte prière. Lors de certaines cérémonies, le mélange d'herbes fait vomir le patient pour garantir la propreté corporelle. La purge peut également obliger le patient à s'immerger dans un bain de sudation à la racine de yucca. Toute distribution d'herbes médicinales à un patient est accompagnée de chants spirituels.
Le peuple Navajo reconnaît la nécessité de la conservation botanique lors de la collecte des herbes médicinales souhaitées. Lorsqu'une plante médicinale est prélevée, les plantes voisines de la même espèce reçoivent une prière en signe de respect. Malgré cela, la collecte d’herbes médicinales a été plus difficile ces dernières années en raison de la migration des spores des plantes.
Les plantes populaires incluses dans la phytothérapie Navajo comprennent l'armoise ( Artemisia spp. ), le sarrasin sauvage ( Eriogonum spp. ), le Puccoon ( Lithospermum multiflorum ), l'écorce de cèdre ( Cedrus deodara ), la sauge ( Salvia spp. ), le pinceau indien ( Castilleja spp. ), le frêne de genévrier ( Juniperus spp. ) et le pied d'alouette ( Delphinium spp. ).

### Peintures sur sable
La peinture sur sable est le transfert de force et de beauté au patient à travers divers dessins réalisés par un guérisseur dans le sable environnant lors d'une cérémonie. Des figures élaborées sont dessinées dans le sable à l’aide de minéraux et de plantes colorés broyés. De nombreuses peintures sur sable contiennent des représentations de Yeii spirituels à qui un guérisseur demandera à entrer dans la peinture afin que la guérison du patient se produise. Après chaque cérémonie, la peinture sacrée sur sable est détruite.

## Influence du gouvernement américain au XXe siècle

### Aide extérieure et dépendance
À la suite du Rapport Meriam en 1928, l'engagement fédéral en faveur des soins de santé indiens dans le cadre du New Deal a augmenté à mesure que la division Médicale du Bureau of Indian Affairs (BIA) s'est agrandi, permettant un accès aux soins plus accessibles, moins onéreux, et tolérés par la population Navajo.
La demande accrue de soins médicaux BIA par les Indiens autochtones était en conflit avec les conservateurs de l'après -Seconde Guerre mondiale, qui étaient mécontents des soins de santé financés et privilégiés par le gouvernement. L'intérêt croissant pour la politique de licenciement des Indiens, en plus des soins médicaux spontanés, a nécessité une transition de la richesse médicale de la part des autochtones et des non-autochtones.
Sous les administrations Kennedy et Johnson, un financement a été fourni au service de santé publique des États-Unis pour créer une « Division de la santé indienne » qui contribuerait à renforcer l'engagement fédéral en faveur des soins de santé. Cette division sera plus tard rebaptisée division de l'Indian Health Service . Malgré ses premiers succès, le service de santé indien de la nation Navajo a été confronté à des problèmes de sous-financement et de manque de personnel. De plus, les barrières linguistiques et les tensions interculturelles ont continué de compliquer l’expérience hospitalière et clinique.

### Préserver la tradition et promouvoir l’identité
L'expansion de l'influence médicale occidentale et la diminution des guérisseurs dans la seconde moitié du XXe siècle ont contribué à lancer un militantisme en faveur de la préservation de la médecine traditionnelle ainsi que de la représentation indienne dans les institutions médicales occidentales.
Avec l'arrivée des années 1970, de nouvelles opportunités ont été créées pour l'autodétermination médicale des Navajos. La loi indienne de 1976 sur l'amélioration des soins de santé a aidé les communautés Navajo locales à administrer de manière autonome leurs propres installations médicales et a incité les autochtones à obtenir des postes plus bureaucratiques dans le service de santé indien. La présence croissante des autochtones dans les institutions médicales a également contribué à apaiser ceux qui considéraient avec méfiance les prestataires médicaux non Navajo.
Les soins médicaux communautaires, moins tributaires de la participation du gouvernement, ont également pris racine à Rough Rock et Ganado, deux villes qui administraient leurs propres services de santé. Navajo Nation Health Foundations était dirigée à Ganado uniquement par des Navajo. En exprimant son identité au sein de la communauté médicale, la nation Navajo a profité de la loi nationale sur la planification de la santé et le développement des ressources pour créer la Navajo Health Systems Agency en 1975, étant le seul groupe amérindien à le faire pendant cette période.

## Les références
1. 1 2 3 4 5 6  Davies, Wade. Healing Ways, Navajo Health Care In The Twentieth Century. Univ of New Mexico Press, 2001.
2. ↑  « Navajo Ceremonials », www.hanksville.org (consulté le 14 avril 2020)
3. ↑  Roebuck, Paul. "Navajo Ethnobotany - Diné Nanise and Ethnobotanical Analysis of Early Navajo Site LA 55979." . N.p., 2007. Web. 16 Dec 2011. [drarchaeology.com/publications/earlynavajoethnobot.pdf]
4. ↑  Schwarz, Maureen Trudelle. I Choose Life: Contemporary Medical and Religious Practices in the Navajo World. Univ of Oklahoma Pr, 2008